# Seychelles League
De Seychelles First Division of beter bekend onder de sponsornaam Barclays First Division is de hoogste voetbaldivisie van de eilandengroep Seychellen. 
De competitie is relatief jong, want het eerste kampioenschap werd pas 1979 gespeeld. Sinds 2022 wordt een nieuwe competitie opzet gebruikt. Hierbij komen de clubs terecht in 3 verschillende poules. Na de eerste seizoenshelft (die duurt van oktober tot eind december) komen de beste 10 ploegen terecht in de kampioenspoule. De overige acht spelen wedstrijden in strijd tegen degradatie. Deze wedstrijden worden gespeeld tussen januari en juni.
St Michel United FC is de meest succesvolle club met 16 titels. Gevolgd door Saint Louis Suns United met 15 titels.

## Clubs 2022/23
Groep 1
- St Michel United FC
- Red Star
- Bel Air FC
- St John Bosco FC
- Northern Dynamo
- The Lions

Groep 2
- Foresters FC
- Bazar Brothers FC
- Saint Louis Suns United
- Real Maldive FC
- Mont Fleuri FC
- Anse Royale FC

Groep 3
- Anse Réunion FC
- Côte d'Or FC
- La Passe FC
- Light Stars FC
- Revengers FC
- Santos FC

## Kampioenschappen
- 1979 : Saint-Louis FC
- 1980 : Saint-Louis FC
- 1981 : Saint-Louis FC
- 1982 : Mont Fleuri FC
- 1983 : Saint-Louis FC
- 1984 : Mont Fleuri FC
- 1985 : Saint-Louis FC
- 1986 : Saint-Louis FC
- 1987 : Saint-Louis FC
- 1988 : Saint-Louis FC
- 1989 : Saint-Louis FC
- 1990 : Saint-Louis FC
- 1991 : Saint-Louis FC
- 1992 : Saint-Louis FC
- 1993 : geen kampioenschap
- 1994 : Saint-Louis FC
- 1995 : Sunshine SC
- 1996 : St Michel United FC
- 1997 : St Michel United FC
- 1998 : Red Star FC
- 1999 : St Michel United FC
- 2000 : St Michel United FC
- 2001 : Red Star FC
- 2002 : La Passe FC and St Michel United FC (gelijke stand)
- 2003 : St Michel United FC
- 2004 : La Passe FC
- 2005 : La Passe FC
- 2006 : Anse Réunion FC
- 2007 : St Michel United FC
- 2008 : St Michel United FC
- 2009 : La Passe FC
- 2010 : St Michel United FC
- 2011 : St Michel United FC
- 2012 : St Michel United FC
- 2013 : Cote d'Or FC
- 2014 : St Michel United FC
- 2015 : St Michel United FC
- 2016 : Cote d'Or FC
- 2017 : Saint-Louis FC
- 2018 : Cote d'Or FC
- 2019 : Kampioenschap niet officieel
- 2020 : Foresters FC
- 2021 : Geen kampioen toegekend
- 2022 : La Passe FC
- 2023 :